# Gare de Montierchaume
Gare de Montierchaume vasútállomás Franciaországban, Montierchaume településen.

## Vasútvonalak
Az állomást az alábbi vasútvonalak érintik:
- Orléans–Montauban-vasútvonal

## Kapcsolódó állomások
A vasútállomáshoz az alábbi állomások vannak a legközelebb: